# شهر مونش
شهر مونش (به انگلیسی: City of Monash) یک منطقهٔ مسکونی در استرالیا است که در ویکتوریا (استرالیا) واقع شده‌است.